# Informationsdesign
Informationsdesign är ett relativt nytt akademiskt ämne som fokuserar på att göra information så begriplig och lättillgänglig som möjligt. Kunskapsområdet är dock inte nytt och har länge nyttjats vid utformningen av skyltar, informationstavlor, kartor, symboler och användarmanualer. Efterfrågan på denna kunskap har de senaste årtiondena ökat exponentiellt, inte minst på grund av utvecklingen av digitala medier som exempelvis webbsidor där god informationsdesign är central för att uppnå en god användbarhet.

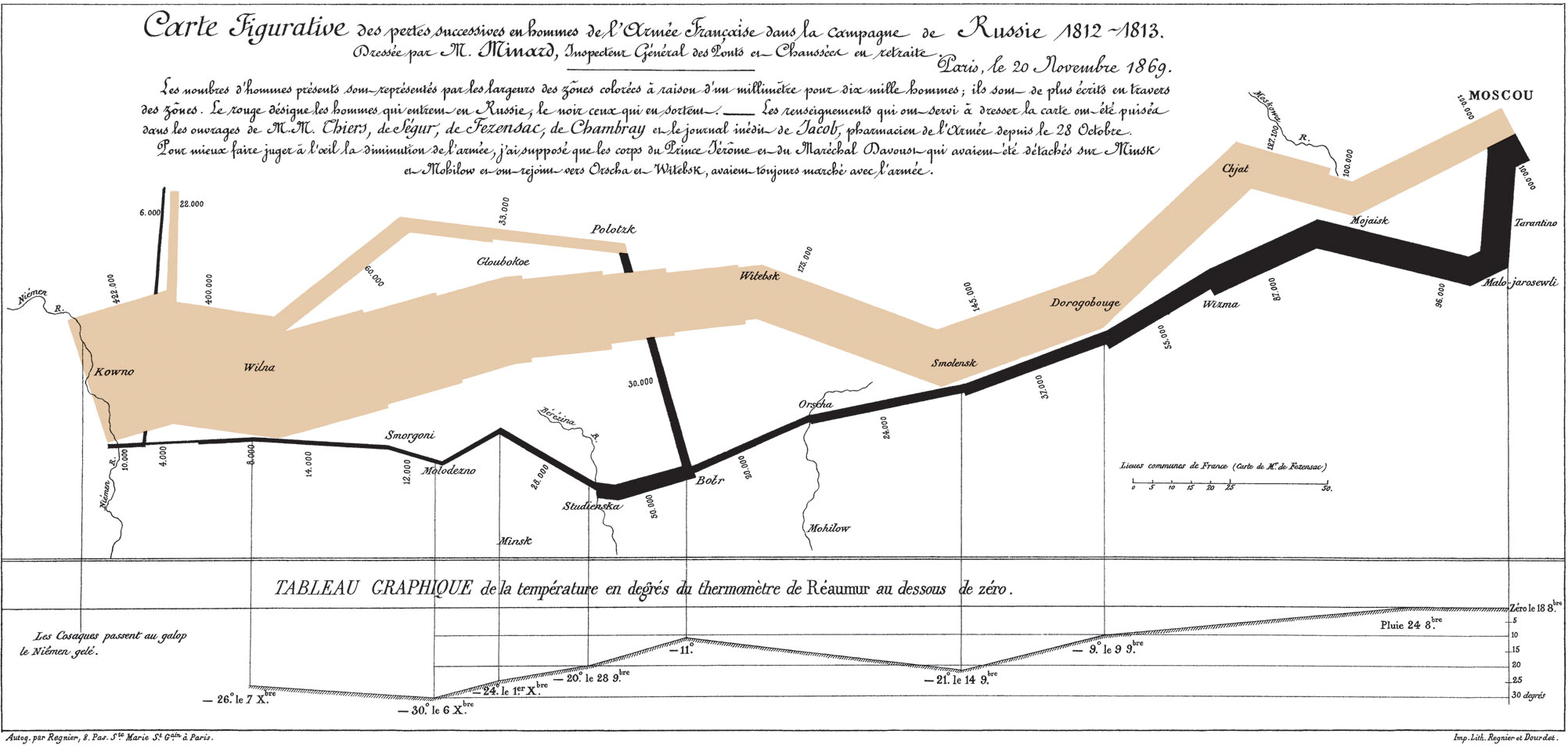
Klassiskt exempel på god informationsgrafik: Charles Joseph Minards flödesschema över Napoleons fälttåg mot Moskva.

Inom informationsdesign finns utbildningsområden som 
- Textdesign - inriktning mot text och verbal gestaltning i tryck, på skärm och audiellt
- Informativ illustration - inriktning mot illustration och bild, såväl 2D som 3D
- Rumslig gestaltning - inriktning mot kommunikativ gestaltning av rumsliga inomhus- och utomhusmiljöer